# Siquijor
Siquijor (tiếng Cebuano: Lalawigan sa Siquijor, tiếng Filipino: Lalawigan ng Siquijor) là một tỉnh của Philippines tọa lạc tại vùng Trung Visayas. Tỉnh lỵ là một đô thị tự trị cũng tên Siquijor. Về phía bắc của Siquijor là Cebu, về phía tây là Negros, về phía đông bắc là Bohol, và về phía nam, qua biển Bohol, là Mindanao.
Siquijor là tỉnh nhỏ thứ ba đất nước, về cả dân số và diện tích (sau Camiguin và Batanes). Trong một thời gian, nó từng thuộc tỉnh Negros Oriental.
Trong thời kỳ Tây Ban Nha thuộc địa hóa Philippines, người Tây Ban Nha gọi hòn đảo là Isla del Fuego (Đảo Lửa).
Siquijor trở thành một tỉnh riêng vào ngày 17 tháng 9 năm 1971, theo Đạo luật Cộng hòa 6398. Tỉnh lỵ, trước có tên Larena, được đổi tên thành Siquijor năm 1972 theo Công bố 1075.